# Johann Heinrich Bergfeld
Johann Heinrich Bergfeld (* 16. Dezember 1764 in Langenberg; † 22. Mai 1808 in Elberfeld) war Elberfelder Kaufmann und Bürgermeister.
Bergfeld wurde als Sohn des ursprünglich aus Mülheim an der Ruhr stammenden und später nach Langenberg gezogenen Kaufmanns Philipp Ernst Bergfeld und seiner Frau Gertrud Johanna Dilthey (1745–1772) geboren. Im benachbarten Ronsdorf heiratete er 1794 Sara Braun (1767–1849), mit der er sieben Kinder hatte.
Das Ehepaar zog nach Elberfeld, wo Bergfeld am 31. Januar 1795 für den Satz von zehn Reichstalern das Elberfelder Bürgerrecht erworben hatte. Bergfeld wurde Kaufmann am Neuenteich in Elberfeld, wo er eine Siamosenfabrik betrieb. Er wurde 1800 zum Bürgermeister gewählt und somit imi Jahr darauf Stadtrichter. In den Jahren 1802 und 1803 war Bergfeld Ratsverwandter. Vom 24. April 1804 bis zum 31. Dezember 1807, dem Ende der städtischen Verfassung, war er Schöffe am Stadtgericht.